# Liste der denkmalgeschützten Objekte in St. Martin im Mühlkreis
Die Liste der denkmalgeschützten Objekte in Sankt Martin im Mühlkreis enthält die 8 denkmalgeschützten, unbeweglichen Objekte der Gemeinde St. Martin im Mühlkreis in Oberösterreich (Bezirk Rohrbach).

## Denkmäler
| Foto |                 | Denkmal                                                       | Standort                                      | Beschreibung | Metadaten |
| ---- | --------------- | ------------------------------------------------------------- | --------------------------------------------- | --- | --- |
| ja   | Datei hochladen | Schloss Neuhaus HERIS-ID: 20384 Objekt-ID: 16687              | Neuhaus 1 Standort KG: Neuhaus                | Die ältesten Bauteile des Schlosses stammen aus der zweiten Hälfte des 13. Jahrhunderts, wobei die Anlage unter Beibehaltung des Großteils der mittelalterlichen Substanz mehrfach aus- und umgebaut wurde. Die Anlage umfasst unter anderem das Alte und das Neue Schloss, eine Kapelle, ein Sommerhaus, eine Vorburg sowie Parkanlagen. | BDA-Hist.: Q2242655 Status: Bescheid Stand der BDA-Liste: 2025-06-30 Name: Schloss Neuhaus GstNr.: .22/1, 90, 91, 92, 94 Neuhaus castle                  |
| ja   | Datei hochladen | Ruine Kettenturm HERIS-ID: 23007 Objekt-ID: 19354seit 2014    | südwestlich Neuhaus 1 Standort KG: Neuhaus    | Der Lauerturm oder Kettenturm ist ein linksufriger Mautturm an der Donau, der zur Burg Neuhaus gehörte. Er wurde im 14. Jahrhundert errichtet, um auf der Donau Maut einzuheben. | BDA-Hist.: Q15118209 Status: Bescheid Stand der BDA-Liste: 2025-06-30 Name: Ruine Kettenturm GstNr.: 27 Lauerturm                                        |
| ja   | Datei hochladen | Bildstock HERIS-ID: 17815 Objekt-ID: 14101                    | bei Plöcking 1 Standort KG: Neuhaus           | Der dekorierte Breitpfeiler zeigt ein Marienbild und ist mit der Jahreszahl 1767 bezeichnet. | BDA-Hist.: Q37841590 Status: § 2a Stand der BDA-Liste: 2025-06-30 Name: Bildstock GstNr.: 298/2 Bildstock Plöcking                                       |
| ja   | Datei hochladen | Sog. Neugebäude HERIS-ID: 10621 Objekt-ID: 6682               | Plöcking 27a Standort KG: Neuhaus             | Die Arbeiterwohnhäuser entstanden 1871/72 nach Plänen von Mathias Weixelbaumer. Die drei Häuser mit Satteldächern entsprechen dem Typus städtischer Mietshäuser. | BDA-Hist.: Q38074679 Status: Bescheid Stand der BDA-Liste: 2025-06-30 Name: Sog. Neugebäude GstNr.: 412 Neugebäude Plöcking                              |
| ja   | Datei hochladen | Bildstock HERIS-ID: 17820 Objekt-ID: 14106                    | bei Dunzendorf 7 Standort KG: St. Martin      | Die Tabernakelsäule stammt aus dem 18. Jahrhundert. | BDA-Hist.: Q37841622 Status: § 2a Stand der BDA-Liste: 2025-06-30 Name: Bildstock GstNr.: 2135/1 Bildstock Dunzendorf 7                                  |
| ja   | Datei hochladen | Kath. Pfarrkirche hl. Martin HERIS-ID: 17862 Objekt-ID: 14148 | Kirchenstraße Standort KG: St. Martin         | Das romanische Langhaus wurde in der zweiten Hälfte des 15. Jahrhunderts zu einer spätgotischen, zweischiffigen Hallenkirche umgebaut und gewölbt. Der Chor entstand um 1500, der Turm wurde 1741 barockisiert. Der Anbau der Marienkapelle und der Sakristei erfolgte 1519 bzw. in der zweiten Hälfte des 17. Jahrhunderts.              | BDA-Hist.: Q37841734 Status: § 2a Stand der BDA-Liste: 2025-06-30 Name: Kath. Pfarrkirche hl. Martin GstNr.: .82 Sankt Martin im Mühlkreis parish church |
| ja   | Datei hochladen | Bildstock HERIS-ID: 17850 Objekt-ID: 14136                    | bei Kreuzfeldstraße 1 Standort KG: St. Martin | Die Tabernakelsäule am südlichen Ortsrand zeigte Bilder des heiligen Florian bzw. Martin, die bei einem Lokalaugenschein 2011 jedoch bereits völlig verwittert waren. Die Säule ist mit der Jahreszahl 1722 bezeichnet. | BDA-Hist.: Q37841672 Status: § 2a Stand der BDA-Liste: 2025-06-30 Name: Bildstock GstNr.: 1703/1 Bildstock Kreuzfeldstraße 1                             |
| ja   | Datei hochladen | Gemeindeamt HERIS-ID: 17859 Objekt-ID: 14145                  | Markt 2 Standort KG: St. Martin               | Das Gemeindeamt diente ursprünglich als Schule und fungiert seit 1955 als Amtssitz der Gemeindeverwaltung. Das Gebäude selbst entstand 1856 mit Durchgang vom Marktplatz zur Kirche. | BDA-Hist.: Q37841703 Status: § 2a Stand der BDA-Liste: 2025-06-30 Name: Gemeindeamt GstNr.: .84 Marktgemeindeamt Sankt Martin im Mühlkreis               |